# Pandelleola hamita
Pandelleola hamita är en tvåvingeart som beskrevs av Andy Z. Lehrer 2008. Pandelleola hamita ingår i släktet Pandelleola och familjen köttflugor.
Artens utbredningsområde är Israel. Inga underarter finns listade i Catalogue of Life.